# Francuska strefa okupacyjna w Niemczech

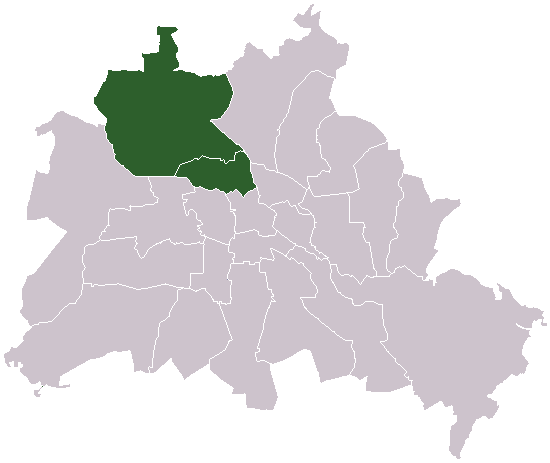
Francuski sektor Berlina

Francuska strefa okupacyjna w Niemczech (niem. Französische Besatzungszone, fr. Zone d’occupation française en Allemagne) – południowo-zachodni obszar Niemiec okupowany przez Republikę Francuską po zakończeniu II wojny światowej.

## Historia
Podczas konferencji jałtańskiej podjęto decyzję podziału Niemiec na trzy strefy okupacyjne: radziecką, amerykańską i brytyjską. Swój sprzeciw wobec takich działań wyraził Rząd Tymczasowy Republiki Francuskiej uznając, że Francja, jeden z pierwszych aliantów walczący od 1939, powinna posiadać swoją strefę okupacyjną utworzoną z części terenów obiecanych Wielkiej Brytanii i Stanom Zjednoczonym.
Przewodniczący Rządu Tymczasowego gen. bryg. Charles de Gaulle wysłał na uroczystość podpisania przez Rzeszę kapitulacji gen. armii Jeana de Lattre de Tassigny, dowódcę 1 Armii Francuskiej „Ren i Dunaj”, który zagroził samobójstwem jeśli nie zostanie dopuszczony do podpisania kapitulacji. Feldmarszałek Wilhelm Keitel zadrwił z gen. de Lattre de Tassigny sugerując, iż powinien on podpisać akt kapitulacji po obu stronach, ponieważ do roku 1942, gdy został aresztowany i zdegradowany przez petainistów, służył w Armii Rozejmowej.
Brytyjczycy oddali Francuzom Saarę, Palatynat oraz tereny na zachód od Renu, zaś Amerykanie Badenię, Wirtembergię, Lindau i cztery okręgi Hesji na prawym brzegu Renu. Niedługo później Francja otrzymała także berlińskie dzielnice Reinickendorf i Wedding.
Siedzibą władz okupacyjnych zostało uzdrowisko Baden-Baden, którego nie dotknęły zniszczenia wojenne.

## Likwidacja strefy okupacyjnej
3 czerwca 1948 francuska strefa okupacyjna połączyła się ze strefami brytyjską i amerykańską w Trizonię. 23 maja 1949 na jej terenie powstała Republika Federalna Niemiec.

## Protektorat Saary
Wśród ziem przekazanych przez Brytyjczyków znalazła się również Saara, która jednak nie weszła w skład francuskiej strefy okupacyjnej. Został tam utworzony protektorat, na którego terytorium podjęto próbę degermanizacji. Na skutek referendum z 23 października 1955 będącego wynikiem porozumień w Paryżu, w którym 67,7% wybrało stronę niemiecką, 1 stycznia 1957 Saara wróciła do Niemiec.

## Władze strefy okupacyjnej

### Komendant wojskowy
- gen. armii Jean de Lattre de Tassigny (8 maja – 26 lipca 1945)

### Gubernatorzy wojskowi
Gubernator strefy okupacyjnej:
- gen. korpusu armii Marie-Pierre Kœnig (26 lipca 1945 – 27 września 1949)

Gubernator Nadrenii i Palatynatu:
- płk Claude Hettier de Boislambert (1945–1951)

Gubernator Wirtembergii:
- płk Guillaume Widmer (1945–1952)

Gubernator Badenii:
- płk Pierre Pène (1946–1952)

### Wysoki Komisarz Aliancki
- André François-Poncet (21 września 1949 – 5 maja 1955)

## Polacy w strefie francuskiej
W garnizonach Tuttlingen, Lindau, Stuttgart, Karsruhe, Rottweil, Horb i Baden-Baden obok żołnierzy francuskich służyli żołnierze 19 i 29 Zgrupowań Piechoty Polskiej 1 Armii Francuskiej „Ren i Dunaj”, które tworzyli Polacy walczący uprzednio we Francuskich Siłach Wewnętrznych. Swój szlak bojowy przeszli od Renu do Jeziora Bodeńskiego. Oba zgrupowania wróciły do Polski wraz z wyposażeniem w listopadzie 1945 roku.